# Citoplazma
A citoplazma ásványi sókból, vízből, cukrokból, fehérjékből felépülő összetett anyag, amely kitölti a sejteket. Kolloid rendszer, vagyis nagy súrlódású, felületi feszültségű és rugalmasságú. A protoplazmában (a citoplazma és a sejtmagot kitöltő anyag) átlátszó folyadék van, amely a sejt belsejét tölti ki. Benne találhatók meg a sejtszervecskék: Golgi-készülék, endoplazmatikus retikulum stb.

## Részei, tulajdonságai

Növényi sejt szerkezete

Állati sejt szerkezete

Mint kolloid rendszer, két részből áll: citoszolból és citogélből. 
A citoszolban, a vízben gazdag fázisban a kolloidrészecskék (1-1000 nm) hidrátburkukkal együtt szabadon elmozdulhatnak, nagy a felületi feszültségük, a viszkozitásuk. A citoszol vízben oldott szerves (szénhidrátok, fehérjék, nukleinsavak, lipidek) és szervetlen anyagokból (sók) tevődik össze.
A citogélben az enzimek és a sejtváz fehérjéi rendezetten helyezkednek el, mivel hidrátburkaik egymással összekapcsolódnak, így nem tudnak egymáshoz képest jelentősen elmozdulni. Ez által lehetővé válik egy bizonyos fokú alkalmazkodás és a sejt védetté válik a víztartalmának ingadozásaitól. De így válik lehetővé egyes citoszolban oldott enzimek koordinálása is. 
A citogél azonban dinamikusan változik, folyamatosan lebomlik és újraépül, ami által változik a sejt alakja, elősegíti a sejtalkotók mozgását. A belső rendezettség mellett a sejt rugalmassága is a citogélnek köszönhető.

## Különbségek az élőlények citoplazmái között
Minden sejt tartalmaz citoplazmát, mégis különbségek vannak az egyes domének citoplazmájának tulajdonságai között. Az eukarióta sejtekben találhatók sejtszervecskék. Az állatok országába tartozó élőlények sejtjeinek csaknem felét a citoplazma teszi ki, míg a növényeknél ez kevesebb a sejtnedvüregek jelenléte miatt.

## A citoplazma összetétele
- Víz: 80,5-95,5%
- Fehérje: 10-15%
- Lipidek: 2-4%
- Poliszacharid: 0,1-1,5%
- DNS: 0,4%
- RNS: 0,82%
- Kis szerves molekulák: 0,4%
- Szervetlen molekulák és ionok: 1,5%